# Museo Ferrari

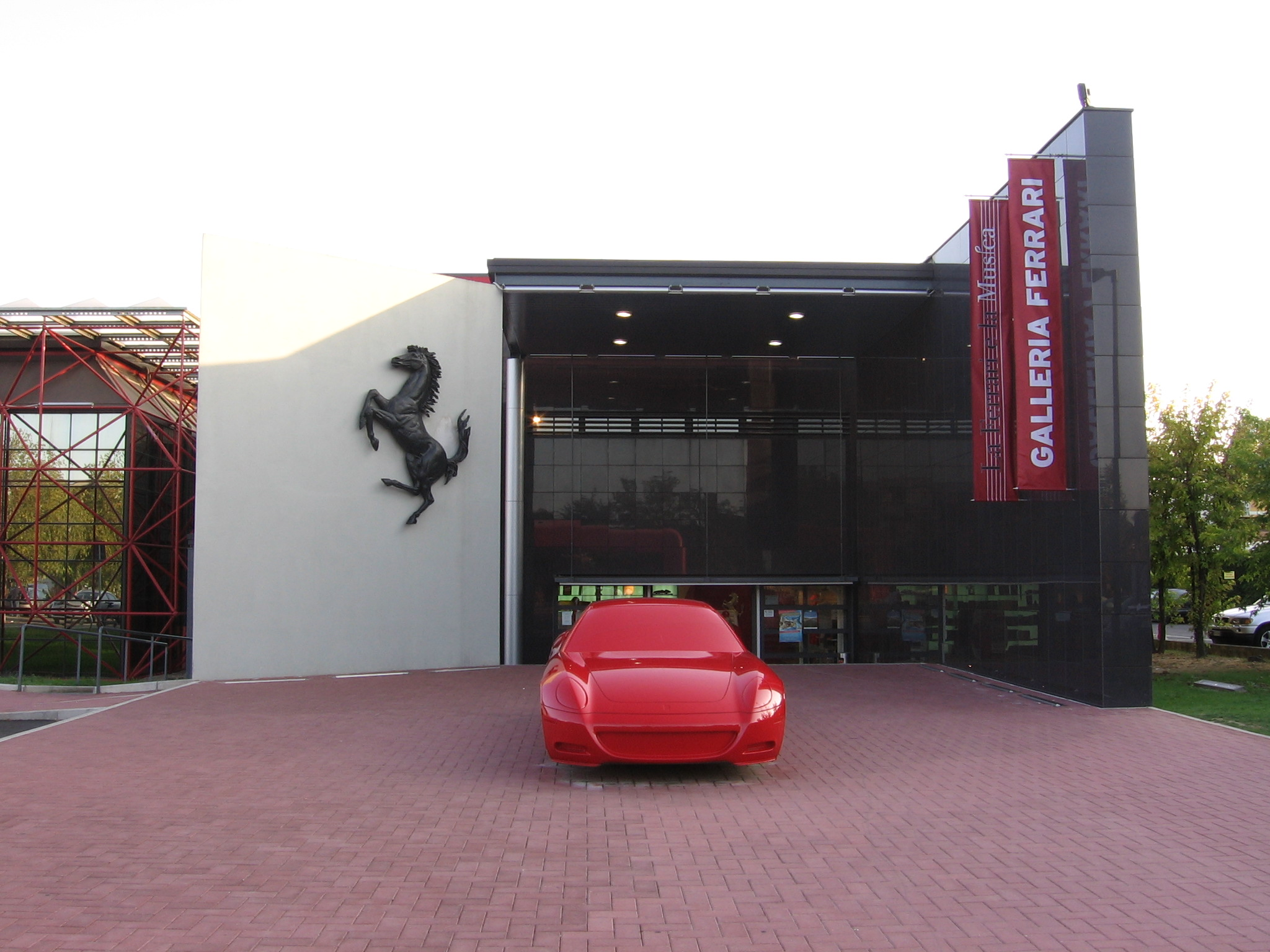
Ingang van het Museo Ferrari

Museo Ferrari (vroeger Galleria Ferrari) is een Ferrari museum in Maranello in de buurt van Modena in Emilia-Romagna (Italië).
Het museum is in 1990 geopend. Het is gevestigd vlak naast de Ferrari fabriek die het museum ook steunt.
In het museum is een imposante collectie auto's, motorblokken, foto's en affiches, bokalen en schaalmodellen te zien. Het is gevestigd aan de Via Dino Ferrari 43 in Maranello. Het museum is geopend van 09.30 - 18.00 uur (van 1 mei tot en met 30 september is dit tot 19.00 uur).
In het museum zijn onder andere een Ferrari GTO Evolutione, de Ferrari F40, de F40 in race uitvoering en de Ferrari F50 te zien. Er zijn ook verschillende Formule 1-wagens van Ferrari aanwezig.
Er is een eetcafé bij het museum en een kleine winkel.
In Modena bevindt zich het Museo Enzo Ferrari, dat ook is gewijd aan Ferrari.